# Casa de Alberto Durero
La casa de Alberto Durero (en alemán: Albrecht-Dürer-Haus) es una Fachwerkhaus de Núremberg, que fue el hogar del artista renacentista alemán Alberto Durero desde 1509 hasta su muerte en 1528. La casa se encuentra en el extremo noroeste del Altstadt de Núremberg, cerca de la sección Kaiserburg del castillo de Núremberg y del Tiergärtnertor de las murallas de la ciudad de Núremberg.

## Historia
La casa fue construida alrededor de 1420. Tiene cinco pisos; los dos inferiores tienen paredes de piedra arenisca, mientras que los superiores tienen un entramado de madera; toda la edificación está rematada por un techo a media altura. En 1501 fue adquirida por Bernhard Walther, comerciante y destacado astrónomo. Walther remodeló la casa, añadiendo pequeñas ventanas en el tejado para que pudiera funcionar como observatorio. Walther murió en 1504, y Durero adquirió la casa en 1509. Es un ejemplo de una residencia burguesa de la época dorada de Núremberg que no fue destruida, también es una de las pocas residencias de artistas del siglo XVI de Europa.
Desde 1871, la Albrecht-Dürer-Haus es un museo dedicado a la vida y la obra de Durero. En una restauración de 1909, se sustituyó la gran buhardilla del tejado orientado al este. En octubre de 1944, sufrió importantes daños a causa de los bombardeos aliados, si bien casi por milagro su estructura subsistió bastante mejor que el resto del casco antiguo de la ciudad. Se reconstruyó en 1949, pero no se reabrió como museo hasta 1971, cuando se cumplieron los 500 años del nacimiento de Durero.

## Colección
El museo cuenta con instalaciones de mobiliario de época, contiene áreas de vivienda reconstruidas y cocinas, así como un gran taller con maquinaria de imprenta en funcionamiento.
En la recreación del taller de Durero los visitantes pueden ver demostraciones de técnicas de grabado de la época, y exposiciones rotativas de dibujos y grabados de Durero procedentes de la Colección Gráfica de la ciudad de Núremberg. Los visitantes también pueden recibir una visita guiada por la casa de la mano de una actriz que interpreta a Agnes Dürer, la esposa del artista. A través de pantallas táctiles y medios interactivos se puede obtener información complementaria durante la visita.

## Galería

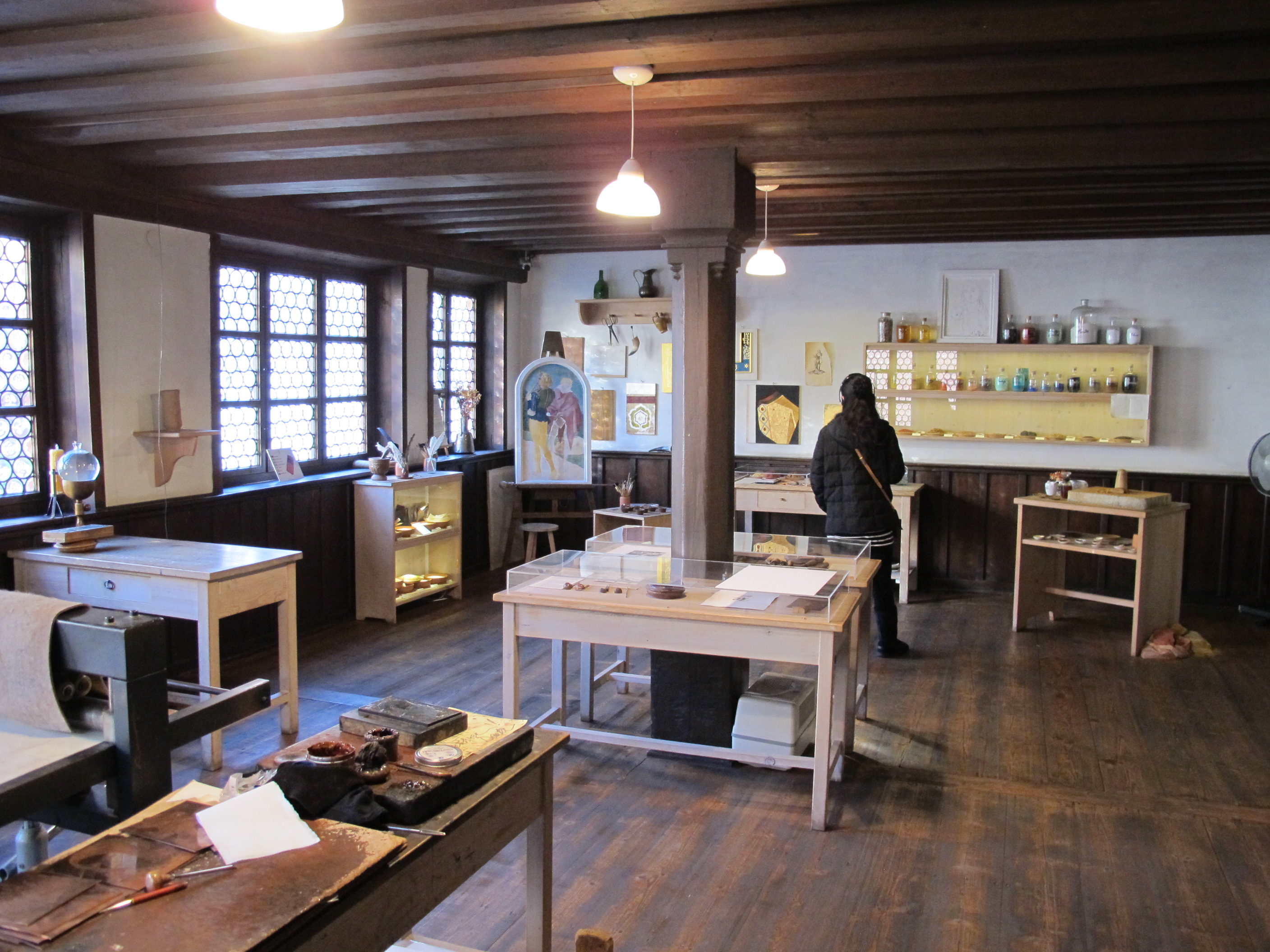
Interior: Taller
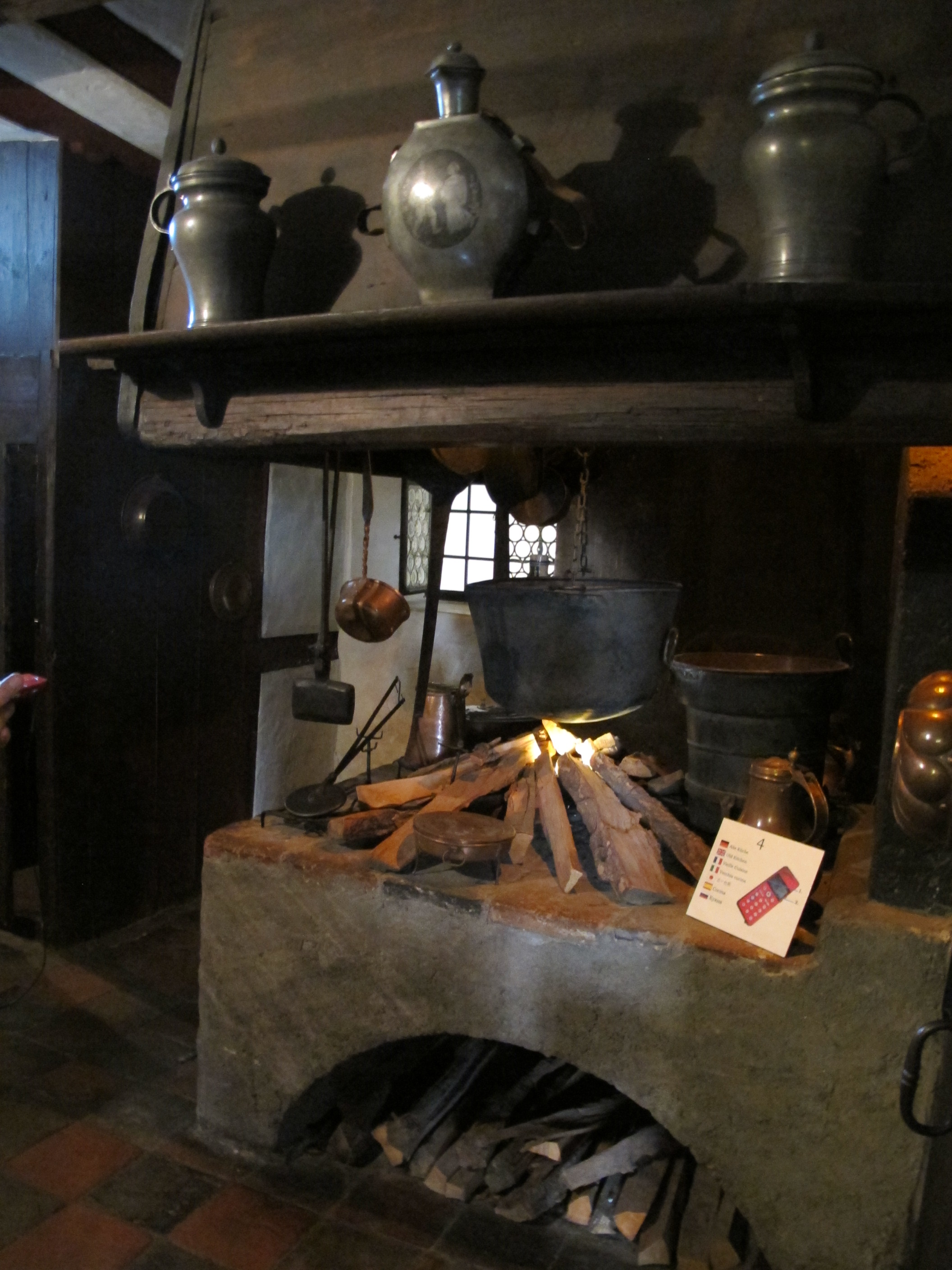
Interior: Cocina
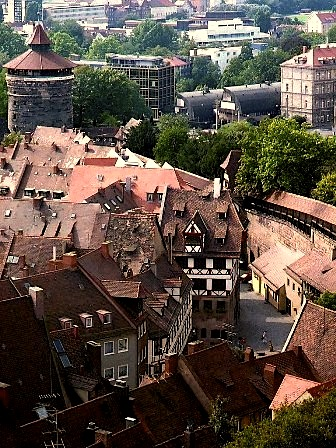
Exterior: visto mirando hacia abajo desde el castillo de Nuremberg
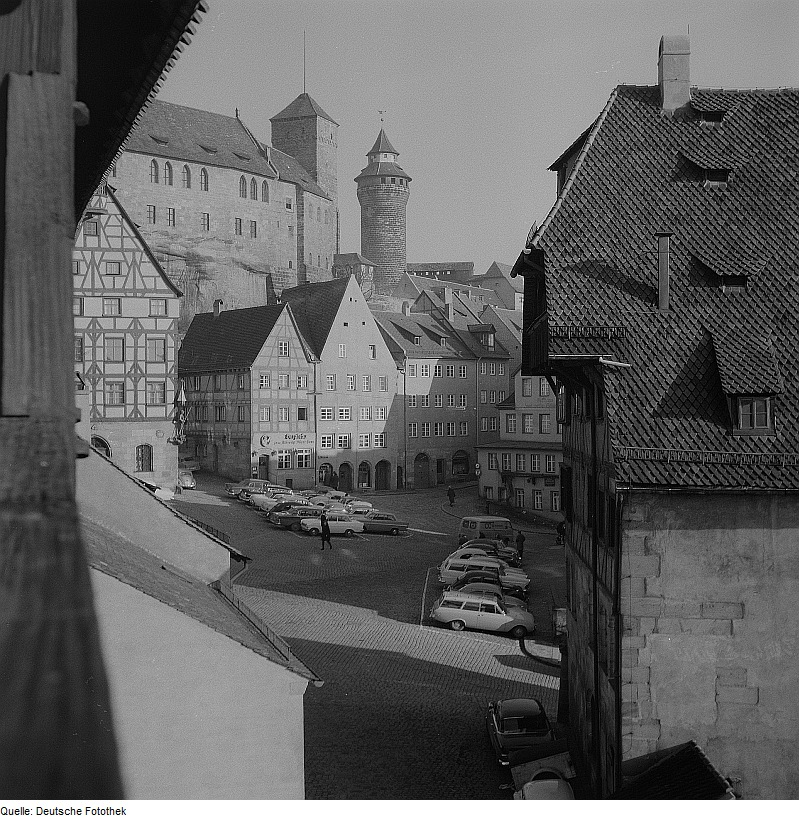
Exterior: el lado de la casa, mirando hacia el castillo.